# Knutwil
Knutwil (luzerndeutsch Chnuutu [ˈχnuːtu]) ist eine Einwohnergemeinde im Schweizer Kanton Luzern. Sie liegt im Wahlkreis Sursee.

## Geographie
Die Gemeinde liegt an der Verzweigung des Hürn- und des Suhrentals 5 km nordwestlich von Sursee. Im Nordwesten des Dorfs liegt der Weiler Eriswil (574 m ü. M.), nördlich der Hauptsiedlung Bad Knutwil (488 m ü. M.), ein ehemaliges, aus dem 15. Jahrhundert international bekanntes Heilbad und heute bekannte Mineralwasserquelle. Rund 2 km südlich von Knutwil-Dorf liegt der Ortsteil St. Erhard (525 m ü. M.).
Knutwil mit den beiden Ortsteilen (im regionalen Dialekt) Chnuutu (Knutwil) und Teret (St. Erhard) grenzt an Dagmersellen, Büron, Geuensee, Mauensee, Sursee und Triengen.

## Bevölkerung

### Einwohnerentwicklung
| Bevölkerungsentwicklung | Bevölkerungsentwicklung |
| Jahr                    | Einwohner               |
| ----------------------- | ----------------------- |
| 1574                    | 304                     |
| 1798                    | 1033                    |
| 1816                    | 1357                    |
| 1837                    | 1302                    |
| 1850                    | 1316                    |
| 1920                    | 905                     |
| 1930                    | 906                     |
| 1950                    | 986                     |
| 1960                    | 985                     |
| 2004                    | 1618                    |
| 2007                    | 1662                    |
| 2010                    | 1974                    |

Die Bevölkerungszahl wuchs von 1574 bis 1816 auf das mehr als Vierfache an. Dann folgte ein leichter Bevölkerungsrückgang bis 1837 und eine kurze Stagnationsphase von 1837 bis 1850. Die Landflucht erfasste auch Knutwil und führte zu einer grossen Abwanderung von 1850 bis 1920 (− 31,2 %). Die Zahl der Bewohner war 1920 niedriger als 1798. Von 1930 bis 1950 folgte eine geringe Zunahme (+ 8,8 %). Seit 1960 wächst die Einwohnerschaft stark (1960–2004: + 64,3 %). Die Nähe zum regionalen Zentrum Sursee und zur Autobahn A2 waren die beiden wichtigsten Elemente für diesen Bevölkerungsschub.

### Sprachen
Die Bevölkerung benutzt als Alltagssprache eine hochalemannische Mundart. Bei der letzten Volkszählung im Jahr 2000 gaben 97,16 % Deutsch, 0,88 % Serbokroatisch und 0,38 % Französisch als Hauptsprache an.

### Religionen – Konfessionen
Früher war die gesamte Einwohnerschaft Mitglied der römisch-katholischen Kirche. Heute sieht die religiöse Situation wie folgt aus: Es gibt 81,55 % römisch-katholische, 8,78 % evangelisch-reformierte und 0,88 % orthodoxe Christen. Daneben findet man 3,10 % Konfessionslose, 1,58 % Muslime und 0,57 % Anhänger anderer nichtchristlicher Religionen. Die Muslime sind albanischer, türkischer, kurdischer und bosniakischer Herkunft. Die Anhänger anderer nichtchristlicher Religionen sind Hindus tamilischen Ursprungs (Stand 2000).
Die katholische Kirchgemeinde Knutwil gehört zum Dekanat Sursee der römisch-katholischen Landeskirche des Kantons Luzern, die wiederum zur Bistumsregion St. Viktor des Bistums Basel gehört. Die Pfarrkirche St. Bartholomäus steht in Knutwil, eine Kapelle in St. Erhard.
Die Reformierten Knutwils gehören der Kirchgemeinde Sursee an, die zur Reformierten Kirche des Kantons Luzern gehört. Die Kirche in Sursee liegt etwa fünf Kilometer südöstlich von Knutwil.

### Herkunft – Nationalität
Ende 2022 waren von den 2373 Einwohnern 2114 Schweizer und 259 (= 10,9 %) Ausländer. Die Einwohnerschaft bestand aus 89,1 % Schweizer Staatsbürgern. Ende 2022 stammten die ausländischen Einwohner aus Deutschland (98 Personen), Portugal (27), Italien (25), dem Kosovo (20) und Kroatien (11). 62 Personen stammten aus dem übrigen Europa, und 16 waren aussereuropäischer Herkunft.

## Geschichte

Luftbild (1953)

Pfahlbauten aus der Jungsteinzeit, Grabhügel aus der Hallstatt-Periode und im Boden gefundene römische Münzen deuten an, dass die Gemeinde bereits sehr früh von Menschen besiedelt wurde. Erste historische Erwähnung findet Gnuthwilare im Jahr 1050 in einer Tauschurkunde. Der bisherige Besitzer der Siedlung, der Graf Eberhard VI. von Nellenburg, übergab Knutwil dem Kloster Allerheiligen in Schaffhausen und erhielt dafür zwei württembergische Dörfer von Graf Vollmar von Frohburg. Die niederen Rechte übten bis 1280 die Frohburger aus. Graf Hartmann von Frohburg verkaufte sie an Markwart von Ifenthal, und dieser schenkte sie noch im selben Jahr dem Chorherrenstift Zofingen. Die hohe Gerichtsbarkeit übten die Habsburger aus. 1407 übernahm die Stadt Luzern die Herrschaft. Im Jahr 1579 ging die niedere Gerichtsbarkeit als Folge eines Landtausches Kanton Bern/Kloster St. Urban ebenfalls an Luzern. Dieses schaffte die Amtsvogtei Knutwil, welche auch die heutige Gemeinde Mauensee umfasste. Sie bestand bis 1798. Die nächsten fünf Jahre gehörte Knutwil zum Distrikt Sursee, dann ab 1803 zum neu geschaffenen Amt Sursee.

## Politik

### Gemeinderat
Der Gemeinderat Knutwil besteht aus fünf Mitgliedern und ist wie folgt aufgestellt (Stand März 2024):
- Thomas Felder (Mitte): Gemeindepräsident
- Sandra Hängärtner (Mitte): Ressort Soziales und Gesundheit
- Karin Flühler (FDP): Ressort Sicherheit, Bau und Umwelt
- Ursula Sommerhalder (parteilos): Ressort Bildung
- Roland Zürcher (FDP): Ressort Finanzen und Immobilien

### Kantonsratswahlen
Bei den Kantonsratswahlen 2023 des Kantons Luzern betrugen die Wähleranteile in Knutwil: Mitte (mit GenMitte) 29,47 %, SVP 23,40 %, FDP 20,09 %, Grüne (mit JG und GrüneKuG) 9,82 %, SP (mit JUSO) 9,00 % und glp 8,23 %.

### Nationalratswahlen
Bei den Schweizer Parlamentswahlen 2023 betrugen die Wähleranteile in Knutwil: Mitte 29,7 %, SVP 28,3 %, FDP 18,9 %, SP 7,8 %, Grüne 6,6 %, glp 5,7 %, übrige 3,0 %.

## Verkehr

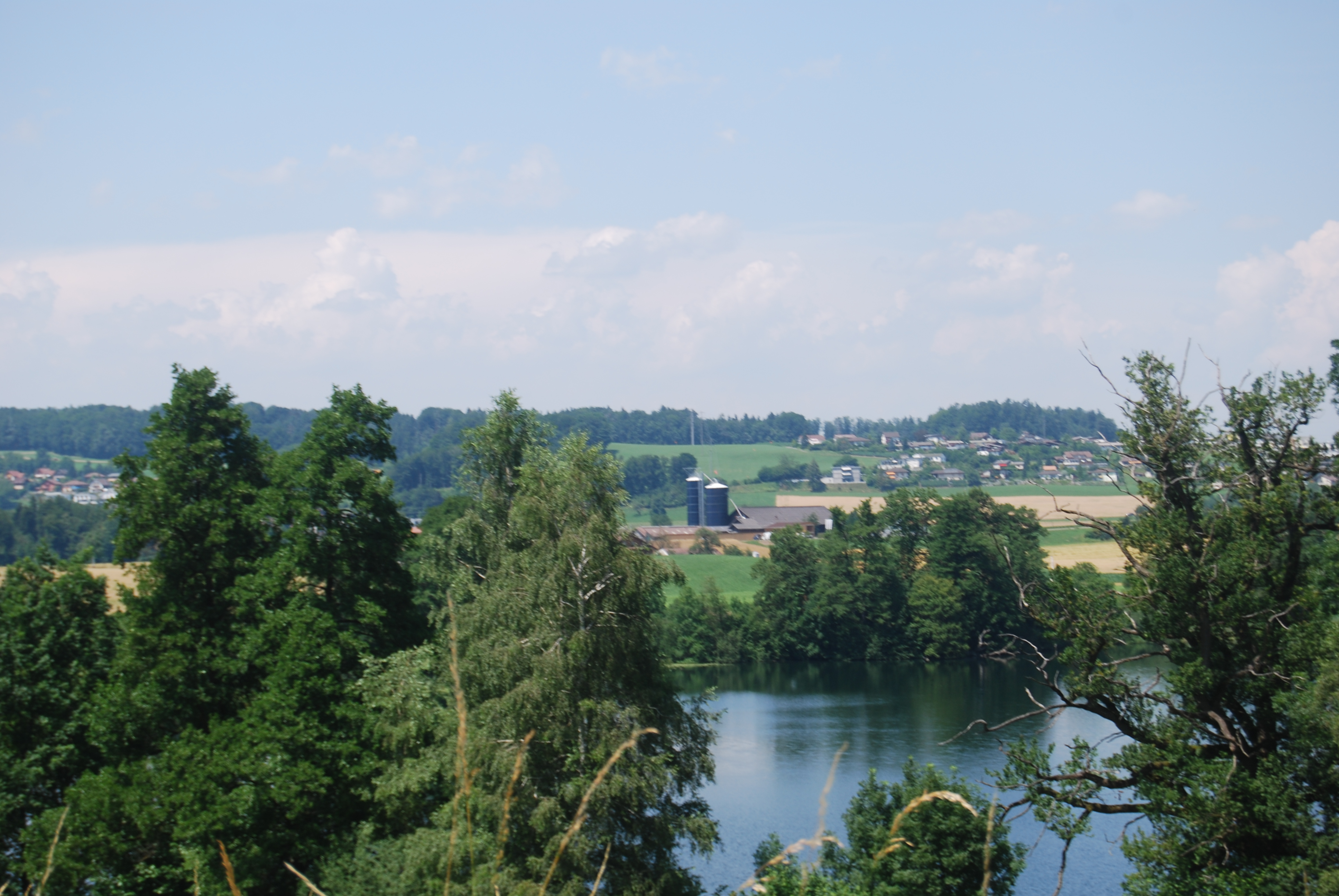
Mauensee, Blick in Richtung St. Erhard

An der Bahnlinie Luzern–Olten gibt es zwar eine Haltestelle namens St. Erhard-Knutwil. Doch liegt diese zwischen Mauensee und dem Ortsteil St. Erhard – weitab von Knutwil. An der Sursee-Triengen-Bahn gibt es den Bahnhof Büron-Bad Knutwil. Der regelmässige Personenverkehr wurde hier etwa 1971 beendet. Der Grossteil der Gemeinde ist durch die Buslinie Sursee-Buchs-Dagmersellen erschlossen.
St. Erhard liegt an der Strasse Sursee-Dagmersellen; Knutwil an Nebenstrassen nach Büron, Triengen und (St. Erhard-) Sursee. Der nächste Autobahnanschluss an der A2 in Sursee ist 9 km entfernt.

## Persönlichkeiten
- Hermann von Liebenau (1807–1874), Geschichtsforscher, Schriftsteller und Arzt
- Helen Christen (* 1956), Sprachwissenschafterin
- Remo Arnold (* 1997), Fussballspieler